# 소부 (남제)
소부(蕭敷, 461년 ~ 497년 양력 9월 18일/음력 8월 6일)는 중국 남북조 시대 남제 때 사람이다. 자는 중달(仲達)이다. 소순지와 장상유 사이에서 태어난 둘째 아들이며 양 무제의 형이다.

## 생애
남제에서 벼슬을 했다. 후군(後軍), 장사왕행참군(長沙王行參軍), 태자사인(太子舍人), 태자세마(太子洗马), 남해왕우(南海王友), 단양윤승(丹陽尹丞), 태자중사인(太子中舍人), 건위장군(建威將軍), 수군내사(随郡内史), 여릉왕자의참군(廬陵王諮議參軍)을 역임했다.
497년에 죽었고 향년 37세였다.
502년에 동생인 양 무제가 양나라를 건국한 뒤 시중(侍中), 사공(司空)이 추증되었다. 또한 영양군왕(永陽郡王)으로 추봉되었고 식읍 2천 호를 받았으며, 영양소왕(永陽昭王)으로 추시되었다.

## 가족

### 아내
- 영양경태비 왕씨(永阳敬太妃 王氏, 462년 ~ 520년)

### 자녀

#### 아들
1. 영양공왕(永陽恭王) 소백유(蕭伯遊)